# Замењене на рођењу
Замењене на рођењу (енгл. Switched at Birth) америчка је телвизијска серија коју је створио Лизи Вајс за Freeform. Радња се одвија у поручју Канзас Ситија и врти се око две тинејџерке које су замењене на рођењу и одрасле у веома различитим срединама: једна у богатом предграђу, а друга у радничком насељу.

## Радња
Беј Кениш (Ванеса Марано) одрасла је у добростојећој породици, док је Дафни Васкез (Кејти Леклер) одрасла са самохраном мајком у сиромашној четврти и проблемима са слухом. Међутим, након што се открије да су ове две тинејџерке замењене на рођењу, њихови животи се у потпуности мењају.

## Улоге
| Глумац          | Улога          |
| --------------- | -------------- |
| Ванеса Марано   | Беј Кениш      |
| Кејти Леклер    | Дафни Васкез   |
| Констанс Мари   | Реџина Васкез  |
| Ди-Даблју Мофет | Џон Кениш      |
| Леа Томптон     | Кетрин Кениш   |
| Жил Марини      | Анџело Соренто |
| Шон Берди       | Емет Бледсо    |
| Лукас Грабил    | Тоби Кениш     |

## Епизоде
| Сезона | Сезона | Епизоде | Епизоде | Оригинално емитовање | Оригинално емитовање |
| Сезона | Сезона | Епизоде | Епизоде | Премијера            | Финале               |
| ------ | ------ | ------- | ------- | -------------------- | -------------------- |
|        | 1.     | 30      | 30      | 6. јун 2011.         | 22. октобар 2012.    |
|        | 2.     | 21      | 21      | 7. јануар 2013.      | 19. август 2013.     |
|        | 3.     | 22      | 22      | 13. јануар 2014.     | 8. децембар 2014.    |
|        | 4.     | 20      | 20      | 6. јануар 2015.      | 26. октобар 2015.    |
|        | 5.     | 10      | 10      | 31. јануар 2017.     | 11. април 2017.      |